# Placówka Straży Celnej „Zalesie”

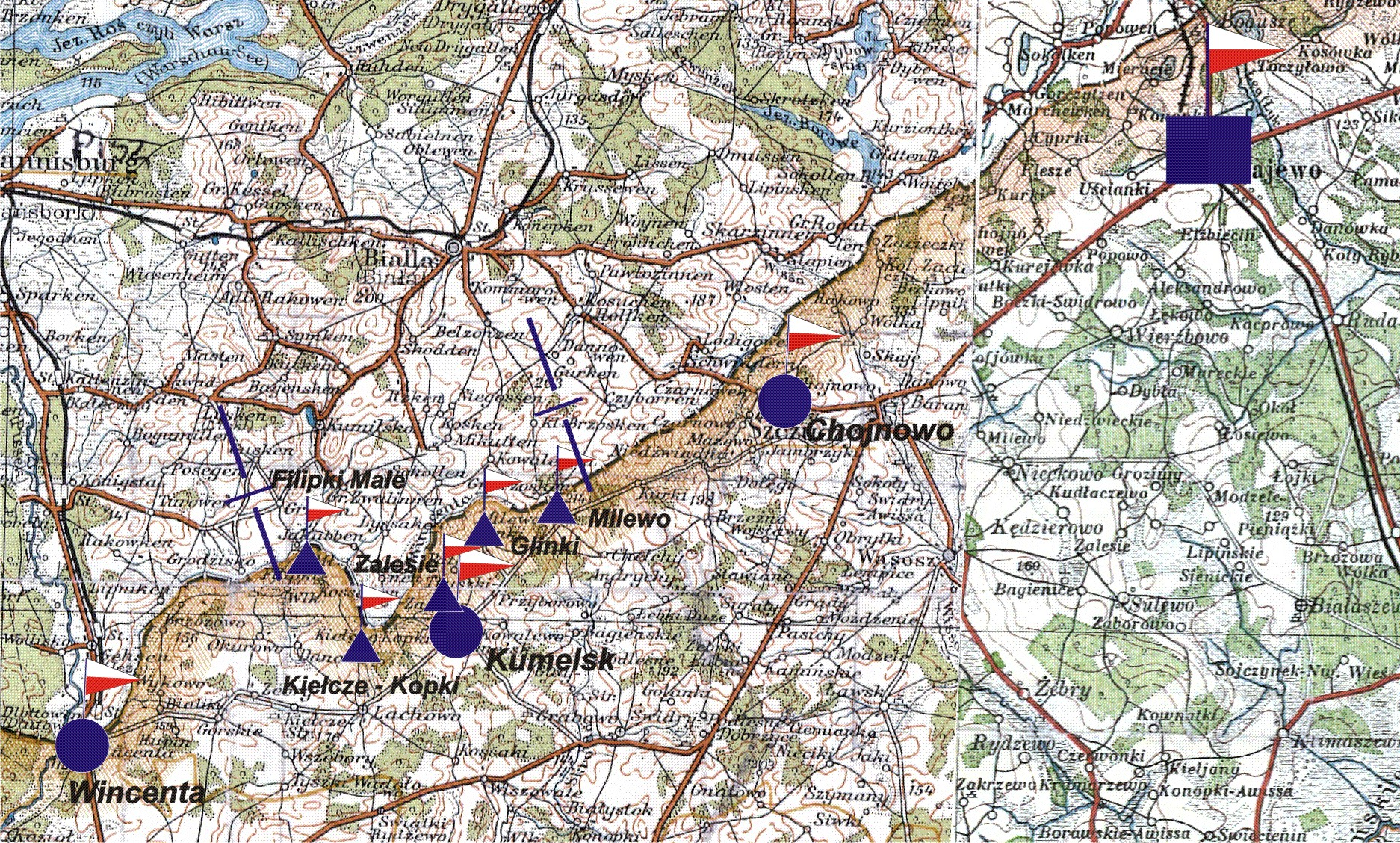
Rozmieszczenie placówek SC komisariatu "Kumelsk" w 1926 roku

Placówka Straży Celnej „Zalesie” – jednostka organizacyjna Straży Celnej pełniąca w okresie międzywojennym służbę ochronną na granicy polsko-niemieckiej.

## Formowanie i zmiany organizacyjne
Na wniosek Ministerstwa Skarbu, uchwałą z 10 marca 1920 roku, powołano do życia Straż Celną. Od połowy 1921 roku jednostki Straży Celnej rozpoczęły przejmowanie odcinków granicy od pododdziałów Batalionów Celnych. W 1921 roku w Lachowie stacjonował sztab 4 kompanii 2 batalionu celnego. Kompania wystawiała między innymi placówkę w Futorach. Proces tworzenia Straży Celnej trwał do końca 1922 roku. Placówka Straży Celnej „Zalesie” weszła w podporządkowanie komisariatu Straży Celnej „Kumelsk” z Inspektoratu SC „Grajewo”. W strukturach nowo powstałej formacji nie odtworzono placówki „Zalesie”.
W drugiej połowie 1927 roku przystąpiono do gruntownej reorganizacji Straży Celnej. W praktyce skutkowało to rozwiązaniem tej formacji granicznej. Ochronę północnej, zachodniej i południowej granicy państwa przejęła powołana z dniem 2 kwietnia 1928 roku Straż Graniczna.

## Służba graniczna
Sąsiednie placówki
- placówka Straży Celnej „Glinki” ⇔ placówka Straży Celnej „Kiełcze-Kopki” – 1926[9]

## Funkcjonariusze placówki
Kierownicy placówki
| stopień          | imię i nazwisko, numer    | okres pełnienia służby | kolejne stanowisko |
| ---------------- | ------------------------- | ---------------------- | ------------------ |
| starszy strażnik | Konstanty Bagnowski (914) | był w 1926             |                    |

Obsada personalna placówki w 1926:
- starszy strażnik Konstanty Bagnowski (914)
- strażnik Antoni Gładkowski (220)
- strażnik Telesfor Niedziałkowski (213)
- strażnik Karol Seredyka (940)
- strażnik Stanisław Zapora (113)
- Michał Bar